# 김한규 (1877년)
김한규(金漢奎, 일본식 이름: 金子漢奎가네코 간케이, 1877년 9월 20일 ~ 1950년 10월 5일)는 일제강점기의 기업인으로 조선총독부 중추원 참의도 지냈다. 본관은 김해이다.

## 생애
출신지는 한성부이다. 농상공부 참서관을 지낸 관리의 아들로 태어났고, 한문을 수학하다가 1995년에 관립한성일어학교에 입학하여 신학문을 배웠다. 1898년부터 일본어 교사로 일하면서 1907년에는 학부 서기관을 지내는 등 대한제국 관료로 근무했다.
일제 강점기에는 금융인으로 활발한 활동을 벌였다. 여러 기업의 중역으로 일하면서 조선상업은행 감사를 지냈으며, 조선 금융계의 중심 인물로서 한상룡과 쌍벽을 이룬다는 평을 들었다. 경성상공회의소 부회두, 경기도평의회 의원, 조선식산은행 상담역 등으로도 활동했고, 한일은행이 호서은행을 합병하는 데 공헌하여 한일은행의 토대를 닦았다.
1933년에 퇴직한 뒤에도 1935년 총독부가 편찬한 《조선공로자명감》에 조선인 공로자 353명 중 한 명으로 수록되어 있다. 이 책자에는 김한규가 조선의 부호치고 특이한 인물이라 유흥에 별 관심이 없고 사회 활동을 즐겨, 이상적인 인격으로 청년의 모범이 된다는 평이 실려 있다.
실업인으로 활동하면서 각종 대정실업친목회 등 각종 친일 단체에 가담 하였고, 조선국방협회 부회장도 맡았다. 일제 강점기 말기에 중추원 참의로 발탁되었으며, 일본 정부로부터 훈5등 서보장을 수여받는 등 종7위 훈5등에 서위되었다.
2002년 발표된 친일파 708인 명단 중 중추원과 친일단체 부문, 2008년 공개된 민족문제연구소의 친일인명사전 수록예정자 명단에서는 중추원과 경제 부문에 포함되었다. 친일반민족행위진상규명위원회가 발표한 친일반민족행위 705인 명단에도 포함되었다.

## 같이 보기
- 조선총독부 중추원

## 참고자료
- 김한규(金漢奎) - 국사편찬위원회